# Harry Sommerdahl
Harry Mikael Sommerdahl, född 28 maj 1973 i Stockholm, är en svensk låtskrivare och musikproducent.
Han äger musikstudion Limestone, grundad 1999. Samma år fick han kontrakt med Universal Music Publishing Scandinavia där han nu står skriven som låtskrivare. Under åren har han skrivit låtar för artister och grupper som Katharine McPhee, Paul Stanley  från Kiss, BoA, Robyn och Three Graces.
Bland populära låtar som Sommerdahl har skrivit kan nämnas My Destiny som sjöngs av Katharine McPhee och framfördes på American Idol - Säsong 5 under 2006. Låten släpptes som singel i juni 2006 och hamnade tvåa på USA:s försäljningslista för singlar.
Under 2008 samarbetade han med den amerikanska producenten Desmond Child som producent för det femte albumet av den finländska rockgruppen The Rasmus, Black Roses. Albumet gavs ut i september 2008 och toppade genast Finlands albumlista.